# Batoscelis
Batoscelis is een geslacht van kevers uit de familie van de loopkevers (Carabidae). De wetenschappelijke naam van het geslacht is voor het eerst geldig gepubliceerd in 1836 door Dejean.

## Soorten
Het geslacht Batoscelis omvat de volgende soorten:
- Batoscelis clivinoides (Alluaud, 1897)
- Batoscelis discipennis (Dejean, 1831)
- Batoscelis gerardi (Burgeon, 1935)
- Batoscelis hellmichi (Jedlicka, 1965)
- Batoscelis leontovitchi Basilewsky, 1951
- Batoscelis luctuosa (Peringuey, 1896)
- Batoscelis luticola (Alluaud, 1897)
- Batoscelis nigra (Basilewsky, 1946)
- Batoscelis oblongus (Dejean, 1831)
- Batoscelis perrieri Jeannel, 1948
- Batoscelis porosus (Putzeys, 1863)
- Batoscelis promontorii (Peringuey, 1896)